# Svartaktig rall
Svartaktig rall (Pardirallus nigricans) är en fågel i familjen rallar inom ordningen tran- och rallfåglar.

## Utseende och liten
Svartaktig rall är en medelstor knubbig och hönslik fågel. Ovansidan är brun, medan undersidan är skiffergrå. Den har lysande röda ben och en lång gröngul näbb. Arten är mest lik blyrallen, men saknar rött vid näbbroten. Bland lätena hörs högljudda, raspande skrin.

## Utbredning och systematik
Svartaktig rall förekommer i Sydamerika och delas in i två underarter med följande utbredning:
- Pardirallus nigricans caucae – förekommer i Caucadalen i Colombia (status okänd)
- Pardirallus nigricans nigricans – förekommer i östra Ecuador till östra Peru, östra Brasilien, Paraguay och nordöstra Argentina

## Levnadssätt
Svartaktig rall hittas i våtmarker, men betesfält och risfält. Den har ett tillbakadraget leverna och hörs oftare än ses, men kan ibland ses födosöka vid kanten av tätt gräs då den snärter till med stjärten när den går.

## Status
Arten har ett stort utbredningsområde och internationella naturvårdsunionen IUCN kategoriserar arten som livskraftig. Beståndsutvecklingen är dock oklar. Beståndet uppskattas till mellan 10 000 och 100 000 individer.